# Grzybów (Warszawa)
Grzybów – osiedle mieszkaniowe w dzielnicy Śródmieście w Warszawie.

## Położenie i charakterystyka
Osiedle Grzybów położone jest na stołecznym Śródmieściu, na obszarze Miejskiego Systemu Informacji Śródmieście Północne. Jest usytuowane między placem Grzybowskim i ulicami: Królewską, Zielną, Świętokrzyską, Emilii Plater i Twardą. Przez jego teren przebiegają także ulice: Próżna, Bagno i Raoula Wallenberga. Zostało zbudowane w latach 1962–1967 w technologii monolitycznej według projektu Jana Bogusławskiego i Bogdana Gniewiewskiego z Biura Projektowego Miastoprojekt Śródmieście.
Powierzchnia osiedla wynosi 4 hektary. Składa się z dwóch części: Grzybowa I, położonego między Próżną a Królewska, który był budowany jako pierwszy, i Grzybowa II. W skład całego osiedla wchodziło 14 budynków: trzy szesnastokondygnacyjne, cztery dwunastokondygnacyjne, trzy budynki o sześciu do ośmiu kondygnacjach i cztery budynki dwukondygnacyjne przeznaczone na usługi i handel. Łącznie mieszczą one 1330 mieszkań przeznaczonych dla ok. 3800–4400 osób. Dominują mieszkania jedno-, dwu- i trzypokojowe – stanowią one ok. 90%. Zabudowę mieszkaniową uzupełniały szkoła, przedszkole i pawilony handlowo-usługowe, a także parkingi, place zabaw i ciągi piesze pomiędzy budynkami. Zaplanowano też tereny zielone, które uzyskały obramowania w postaci niewysokich murków.
Osiedle powstało na części obszaru zajmowanego do XVIII wieku przez jurydykę Grzybów. Po II wojnie światowej ruiny, relikty zabudowy i prowizoryczne zabudowania tworzyły tu część rejonu nazywanego „Dzikim Zachodem”. Decyzja o ich rozbiórce i wybudowaniu osiedla zapadła w 1961 roku. Część zabudowy postanowiono zachować, odnowić i wkomponować w nowe osiedle: kościół Wszystkich Świętych, dwa budynki na Grzybowie II, fragment dwustronnej zabudowy ul. Próżnej oraz budynek PAST-y. Zlikwidowano natomiast zabudowę i całkowicie zmieniono przebieg ulicy Bagno.
W granicach osiedla, wzdłuż ulicy Świętokrzyskiej, znajdują się też dwa budynki wybudowane kilka lat wcześniej według projektu Aliny i Bolesława Piaseckich (ul. Świętokrzyska 30 i 32), mieszczące w parterach liczne lokale usługowe. W 1998 zakończono budowę ośmiokondygnacyjnego biurowca Zielna Point autorstwa Pracowni Architektury Kuryłowicz & Associates (ul. Zielna 41/43), w 2004 powstał biurowiec Centrum Zielna (ul. Zielna 37), a w 2009 roku przy ul. Bagno 2/6 oddano do użytku piętnastokondygnacyjny budynek mieszkalny pod nazwą „Atelier Residence”.

## Budynek przy ul. Królewskiej 43
Budynek przy ul. Królewskiej 43 (oznaczenie robocze: blok B-3), na osiedlu Grzybów I, uzyskał tytuł „Wicemistera Warszawy” 1964 w ramach corocznego plebiscytu architektonicznego organizowanego przez Życie Warszawy. Jest to budynek dwunastokondygnacyjny, o układzie korytarzowym, jego kubatura wynosi 21 139 m³. Mieści 110 mieszkań w typie M3 i M4. Za jego konstrukcję odpowiadał Tadeusz Niemunis. Inwestorem była Dyrekcja Rozbudowy Miasta Wschód, a generalnym wykonawcą Przedsiębiorstwo Budownictwa Miejskiego Śródmieście.
Znalazło się w nim mieszkanie numer 100 000 wybudowane w Warszawie przez Zakład Osiedli Robotniczych. Ceremonia uroczystego wręczenia kluczy nowym lokatorom z udziałem Przewodniczącego Prezydium Stołecznej Rady Narodowej Janusza Zarzyckiego oraz Dyrektora Stołecznego Zarządu Rozbudowy Miasta Witolda Rogali odbyła się 11 grudnia 1963 roku, o czym informował tygodnik „Stolica”.

## Galeria
| - Makieta osiedla zaprezentowana na łamach tygodnika „Stolica” w 1963 roku - Budynek przy ul. Królewskiej 43, Wicemister Warszawy 1964 - Tablica pamiątkowa na budynku przy ul. Królewskiej 43 poświęcona wybudowaniu stutysięcznego mieszkania w stolicy przez Zakład Osiedli Robotniczych z 1963 roku |